# Фёдорова, Вера Тимофеевна
Вера Тимофеевна Фёдорова (род. 9 января 1945, Ленинград) — советская спортсменка, четырёхкратная чемпионка СССР (1968, 1971—1973) и двукратный призёр чемпионатов Европы (1972, 1973) по академической гребле. Мастер спорта СССР международного класса (1970). Заслуженный тренер РСФСР (1980).

## Биография
Родилась 9 января 1945 года Ленинграде. Занималась академической греблей в спортивном обществе «Динамо», тренировалась под руководством Валентины Калегиной. 
Наиболее значимых результатов добивалась в конце 1960-х и начале 1970-х годов, когда четырежды становилась чемпионкой СССР в классе одиночек (1968, 1971) и четвёрок парных с рулевыми (1972, 1973). Одновременно входила в состав сборной страны, дважды выигрывала медали чемпионатов Европы в классе четвёрок (1972, 1973).
Окончила Ленинградский электротехнический институт. После завершения спортивной карьеры занималась тренерской деятельностью в ВФСО «Динамо». Вместе с Валентиной Калегиной подготовила несколько спортсменок международного уровня в том числе призёров Олимпийских игр Надежду Любимову и Елену Матиевскую. В 2005 году была удостоена почётного звания «Заслуженный работник физической культуры Российской Федерации».